# Neogeografía
Desde el punto de vista de la Geografía Humana se puede definir la neogeografía como el uso de las herramientas informáticas de nueva generación propias de la sociedad de la información, en especial internet, para las finalidades propias de la Geografía como disciplina académica; en todas sus escuelas de pensamiento geográfico, e incorporando las aportaciones que, desde fuera de la Geografía, son realizadas por usuarios no especialistas en esta disciplina gracias al uso de específicas herramientas geográficas de última tecnología. Esta nueva definición restituye a la Geografía académica, frente a definiciones anteriores preferentemente centradas en los aspectos lúdicos y subjetivos del fenómeno, el papel que debe jugar a la hora de plantear una renovación de la disciplina, con el rigor y el derecho que le otorga su trayectoria multisecular. Pero al mismo tiempo incluye el interesante fenómeno social de la participación ciudadana en el conocimiento geográfico desde su doble vertiente: como indudable posibilidad de enriquecimiento para la Geografía, y como fenómeno social de especial interés geográfico.

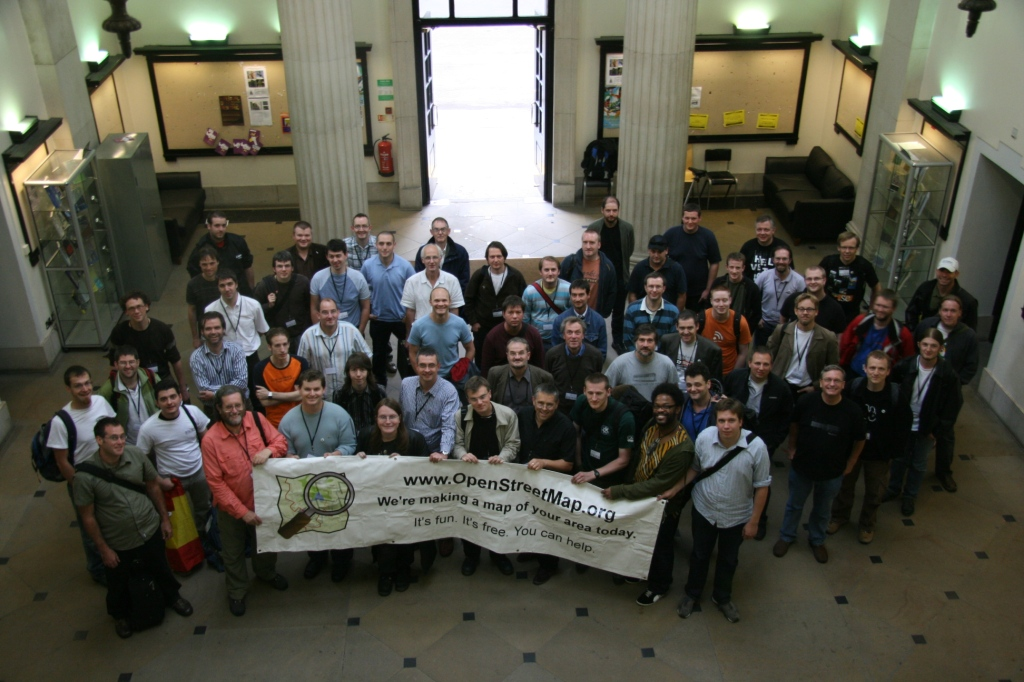
Proyectos colaborativos como OpenStreetMap son un claro ejemplo de neogeografía. En la imagen participantes de la primera conferencia State of the Map 2007 mostrando una pancarta en la que se puede leer: We're making a map of your area today (en español: Estamos haciendo un mapa de tu zona hoy).

El término neogeografía (nueva geografía) describe el fenómeno social en torno a la masificación de los mapas virtuales, el acceso a la anotación de estos y el abaratamiento de dispositivos de posicionamiento tales como el GPS. El término viene a definir aquellas herramientas y técnicas geográficas utilizadas para realizar actividades personales o por un grupo de usuarios no expertos en el análisis geográfico, ya que su fin inicial es el uso informal y no analítico.
Es una expresión, en su más reciente sentido, que deriva del nuevo uso que se está dando a cartografía en Internet por parte de usuarios masivos. Esta nueva geografía es el resultado de la libertad de acceso a la georreferenciación de lugares, la geoetiquetación de contenidos, la fácil integración de recursos en entornos web mediante el uso de APIs y la utilización cada vez más cotidiana de GPS y de aparatos de posicionamiento (teléfonos móviles, PDAs, navegadores) en la vida cotidiana. 
La neogeografía está estrechamente enlazada al fenómeno de la Web 2.0, en tanto que las personas son las que publican sin posibilidad de censura sus puntos de vista de manera expresiva y creativa. Con la neogeografía esa capacidad se amplía hacia una conciencia de lugar, y también a la expresión libre y creativa de los lugares.
Rana y Joliveau (2007) señalan que el paso de una geografía académica o paleogeografía a la nueva geografía se caracteriza por un desdibujamiento de los límites entre los roles tradicionales de sujetos productores, comercializadores y consumidores de información geográfica.
En la neogeografía la libertad es lo primero, no obedeciendo ningún criterio de aquellos que han definido a la ciencia de la Geografía ni de la Geomática. Por ello se habla de la neogeografía como de un fenómeno social y de una nueva relación con los espacios físicos.
Inaugura la libertad para crear territorios, toda vez que los usuario, o comunidades dadas, crean mapas usando sus propios criterios de espacialidad, temporalidad, sentido creativo, ánimo de ficción, compromisos con causas territoriales y en general cualquier iniciativa que involucre las redes digitales y el espacio físico.